# Magna Steyr MILA Alpin
O Magna Steyr MILA Alpin é um protótipo de SUV compacto apresentado pela Magna Steyr na edição de 2008 do Salão de Genebra.